# Avskrivning
Denna artikel behandlar det ekonomiska begreppet avskrivning. För det juridiska begreppet se avskrivning (juridik).
Avskrivning är en redovisningsterm som syftar till att i bokföringen redovisa kostnaden för anläggningstillgångars värdeminskning och därmed uppta organisationens tillgångar till deras aktuella värde/bokfört värde. Avskrivningar syftar också till att fördela kostnaderna för en tillgång över samma tid som tillgången bidrar till intäkter, se matchningsprincipen. Genom avskrivningarna fördelas utgiften för att anskaffa anläggningstillgången över flera år och blir på det viset en kostnad i bokföringen under en längre tid. För att förstå syftet med avskrivningar är det viktigt att kunna skilja på kostnader och utgifter – en utgift ska inte förväxlas med en kostnad då kostnad uppstår i samband med att resursen förbrukas, inte inköps. Utgifter påverkar aldrig resultaträkningen men det gör däremot kostnader. All inkomstbringande verksamhet som använder sig av materiella tillgångar kan tillskriva kostnader relaterade till dessa tillgångar.
I nationalräkenskaperna kallas summan av alla avskrivningar i samhället (det vill säga värdeminskningen av ekonomins kapitalstock) kapitalförslitning.
Grundregeln är att avskrivningar sker under tillgångens ekonomiska livslängd med årliga belopp som motsvarar den ungefärliga värdeminskningen. Detta kallas för avskrivning enligt plan. Tiden för avskrivning, avskrivningstiden, får inte vara längre än den ekonomiska livslängden och bestäms när tillgången anskaffas. Avskrivningstiden kan till exempel vara 5 år för en personbil, 10 år för en lastbil och 33 år för en byggnad. Det innebär att om en lastbil inköps för en miljon kronor blir den årliga kostnaden 100 000 kronor i tio år. Denna typ av avskrivningar kallas planenliga eller bokföringsmässiga avskrivningar. Anläggningstillgångar som inte minskar i värde genom förslitning, som till exempel mark, skrivs dock inte av.
Lagstiftningen (inkomstskattelagen) ger visst utrymme för att göra skattemässiga underavskrivningar eller överavskrivningar (avskrivning över plan), vilket är vanligt förekommande hos företag. Eftersom avskrivningar är kostnader påverkar storleken på dessa nämligen resultatet och därmed även skatten på eventuell vinst. Detta ger en möjlighet för företagen att jämna ut resultaten över åren mellan bra och dåliga år. När företaget använder denna möjlighet blir det en skillnad mellan de planmässiga och de skattemässiga avskrivningarna. Detta ger ett visst utrymme för företagen att skatteplanera i samband med bokslutet och är en av flera möjliga bokslutsdispositioner.
Faktorer som påverkar avskrivningstider styrs bland annat av god redovisningssed och tidigare bokföringsprinciper i företaget. Det kan vara direkt olagligt att ändra avskrivningstiden i efterhand, när man väl har börjat göra avskrivningar.

## Avskrivningsmetoder
Den vanligaste metoden är linjär avskrivning, där tillgången skrivs av med lika stora belopp varje år. Metoden är den överlägset vanligaste, bland annat för att den är enkel att administrera. Bokföringsprogram har färdiga funktioner för att beräkna avskrivningen, ofta varje månad.
Vid degressiv avskrivning är avskrivningarna störst under de första åren och minskar mot slutet av avskrivningstiden. Fördelen med denna metod är att den ofta speglar den verkliga värdeminskningen på en tillgång.
Progressiv avskrivning innebär motsatsen, att avskrivningarna ökar efterhand. Denna metod kan vara lämplig för tillgångar med lång livslängd och med obetydlig teknisk utveckling.
Produktionsberoende avskrivning, slutligen, innebär att avskrivningen varierar efter den uppskattade framtida produktionen eller utnyttjandet av tillgången.